# Ctenus capulinus
Ctenus capulinus är en spindelart som först beskrevs av Karsch 1879.  Ctenus capulinus ingår i släktet Ctenus och familjen Ctenidae. Inga underarter finns listade i Catalogue of Life.